# Mikszule
Mikszule (lit. Mikšiuliai) − wieś na Litwie, w rejonie solecznickim, 4 km na południe od Turgieli, zamieszkana przez 21 ludzi. Przed II wojną światową w Polsce, w powiecie wileńsko-trockim województwa wileńskiego.